# Hvidbjerg (Vejle Kommune)
 For alternative betydninger, se Hvidbjerg. (Se også artikler, som begynder med Hvidbjerg)
Hvidbjerg er et sommerhusområde i Sydjylland, som er sammenvokset med Høl. Hvidbjerg er beliggende ved Vejle Fjord fire kilometer øst for Gårslev, otte kilometer øst for Børkop, 11 kilometer nord for Fredericia og 19 kilometer sydøst for Vejle. Sommerhusområdet tilhører Vejle Kommune og er beliggende i Region Syddanmark. Den hører til Gårslev Sogn.
Ved Hvidbjerg ligger også Jyllands eneste østvendte sandklit. Klitten er ca. 30 meter høj. Navnet "Hvidbjerg" er kendt tilbage tilbage fra 1638, hvor stedet kaldes "de huvide bierge". Hvidbjerg er fra og med 2014 sammenvokset med Høl, som ligger lige syd for.